# Assem Elhusseini Khalil
Assem Elhusseini Khalil, né le 14 juillet 2000,, est un coureur cycliste égyptien. Il participe à des compétitions sur route et sur piste.

## Biographie
En 2018, Assem Elhussein Khalil devient triple champion d'Afrique junior sur piste. Il poursuit ensuite sa carrière cycliste chez les élites. Toujours actif dans les vélodromes, il accumule les titres de champion national. Il s'impose par ailleurs sur la poursuite par équipes lors des championnats d'Afrique de 2020, avec la délégation égyptienne. 

## Palmarès sur piste

### Championnats d'Afrique
- 2018
  -  Champion d'Afrique de poursuite juniors
  -  Champion d'Afrique de poursuite par équipes juniors (avec Youssef Abouelhassan et Mohamed Farag)
  -  Champion d'Afrique de vitesse par équipes juniors (avec Youssef Abouelhassan et Mohamed Farag)
  -  Médaillé de bronze du scratch juniors
- Pietermaritzburg
  -  Médaillé d'argent du kilomètre
  -  Médaillé de bronze de l'américaine
- Le Caire 2020
  -  Champion d'Afrique de poursuite par équipes (avec Youssef Abouelhassan, Mohamed Mahmoud et Sayed Elkhouly)
  -  Médaillé de bronze de la vitesse par équipes
- Le Caire 2023
  -  Médaillé d'argent de la poursuite par équipes
- Le Caire 2025
  -  Médaillé d'argent de la poursuite par équipes

### Championnats nationaux
- 2019
  -  Champion d'Égypte du kilomètre
  -  Champion d'Égypte de poursuite
  -  Champion d'Égypte de l'omnium
- 2020
  -  Champion d'Égypte du keirin

## Palmarès sur route

### Par année
- 2022
  -  Médaillé de bronze du contre-la-montre par équipes en relais mixte aux championnats d'Afrique

### Classements mondiaux
| Année           | 2022 |
| --------------- | ---- |
| UCI Africa Tour | 97e  |